# Hepadnawirusy
Hepadnawirusy (łac. Hepadnaviridae) – rodzina wirusów (klasa Baltimore: VII), charakteryzujących się następującymi cechami:
- Symetria: ikosaedralna
- Otoczka lipidowa: podwójna, razem z ikosaedralnym rdzeniem tworzy kompletny wirion, nazywany cząstką Dane'a
- Kwas nukleinowy: DNA, głównie dsDNA, ale występuje w nim luka na jednej z nici, dlatego mówimy o częściowo jednoniciowym DNA. Kwas nukleinowy ma formę kolistą, zawiera ok. 3,2 tys. par zasad
- Replikacja: zachodzi w jądrze zakażonej komórki
- Wielkość: ok. 42 nm
- Gospodarz: kręgowce
- Cechy dodatkowe: skomplikowana replikacja z użyciem odwrotnej transkryptazy – cecha ta powoduje, że przez niektórych badaczy hepadnawirusy są zaliczane do wirusów RNA

Systematyka hepadnawirusów przedstawia się następująco:
- Rodzina: Hepadnaviridae (Hepadnawirusy)
  - Rodzaj: Orthohepadnavirus
    - Hepatitis B virus (HBV), wirus zapalenia wątroby typu B

  - Rodzaj: Avihepadnavirus

Gatunki z rodzaju Orthohepadnavirus są czynnikami etiologicznymi chorób wątroby u ssaków, zaś przedstawiciele rodzaju Avihepadnavirus wywołują analogiczne choroby u ptaków.
Jednym poznanym dotychczas hepadnawirusem specyficznie ludzkim jest wirus zapalenia wątroby typu B (HBV), który wywołuje wirusowe zapalenia wątroby, cechujące się różnymi objawami i patogenezą.
Zobacz też:
- systematyka wirusów,
- wirus zapalenia wątroby typu B.